# بخش یوسفیاتسکی
بخش یوسفیاتسکی (به لاتین: Usvyatsky District) یک منطقهٔ مسکونی در روسیه است که در استان پسکوف واقع شده‌است.